# Spirostreptus maritimus
Spirostreptus maritimus är en mångfotingart som beskrevs av Koch 1867. Spirostreptus maritimus ingår i släktet Spirostreptus och familjen Spirostreptidae. Inga underarter finns listade i Catalogue of Life.